# Mauricio Terrones Maldonado
Mauricio Terrones Maldonado (Ciudad de México, México, 28 de noviembre de 1968), es un investigador mexicano en el área de nanociencias y nanotecnología.

## Estudios y Docencia
Mauricio Terrones Maldonado realizó sus estudios en Ingeniería Física en la Universidad Iberoamericana con el promedio más alto y mención honorífica en 1992, mismo año en el que recibió la medalla al mejor estudiante de México en su carrera, que le fue otorgada por el CONACYT, ANUIES y el Diario De México.
En 1997, finalizó sus estudios doctorales en Química-Física en la Universidad de Sussex, Inglaterra, bajo la supervisión de Sir Harold W. Kroto ( Premio Nobel de Química 1996, miembro de la “Royal Society” de Gran Bretaña).
Realizó estudios posdoctorales en la Universidad de Sussex en colaboración con la Universidad de California en Santa Bárbara , Estados Unidos. En el año 2001 regresó a México para integrarse al recién creado Instituto Potosino de Investigación Científica y Tecnológica (IPICYT), en el que dejó en 2009 para convertirse el líder de investigación de un equipo de investigación en el Exotic Nanocarbon Research Center, en la Universidad de Shinshu, en Japón.
Desde el año 2011 forma parte de la Universidad Estatal de Pensilvania, en los Estados Unidos, como profesor Física y Ciencia e Ingeniería de Materiales.

## Contribuciones Científicas
Tanto de manera individual como junto con su hermano Humberto Terrones Maldonado ha realizado numerosas aportaciones dentro del área de la nanociencia y nanotecnología. Particularmente en áreas de investigación tales como:
- Síntesis de nanoestructuras de carbón, grafeno y otros materiales en capas,
- Fabricación de dispositivos nanométricos y compuestos nanométricos biocompatibles,
- El estudio de la fluidez del carbón y metales encapsulados en hojas de grafito,
- Biocompatibilidad y efectos toxicológicos de nanotubos de carbono y otras nanoestructuras,
- Estudios teóricos en nuevas nanoestructuras de carbono,
- Caracterización y microanálisis de nanoestructuras.[5]

Las contribuciones de Mauricio Terrones son reconocidas en todo el mundo con más de 280 artículos publicados en diversas revistas científicas tales como Nature, Science, Materials Today Magazine, entre otras.
Entre sus trabajos científicos más citados se encuentran:
- Nanotubos descomprimidos.
- Producción masiva de una nueva forma de carbono sp(2): Nanocintas de grafeno cristalino.
- Nanotubos de carbono dopados: Síntesis, Caracterización y Aplicaciones.
- Nanotubos BN puros y dopados.
- Buckypaper de nanotubos coaxiales.
- In-situ nucleation of carbon nanotubes by the injection of carbon atoms into metal particles.[6][5][4]

## Distinciones y premios
- Alexander von Humboldt Fellowship, 1999.
- Premio Nacional de Química “Andrés Manuel del Río”, otorgado por la Sociedad Química de México, 2000.
- Premio “Javed Husain” para jóvenes científicos, otorgado por la UNESCO, 2001.
- Medalla “Albert Einstein”, otorgada por la UNESCO, 2001.
- Electo como miembro de la Academia Mexicana de Ciencias, 2002.
- Premio de la Academia de Ciencias del Tercer Mundo, en Ingeniería Física por notables contribuciones científicas en la síntesis y caracterización de estructuras de nanotubos dopados, 2005.
- Electo como miembro de la Academia de Ciencias del Tercer Mundo, 2007.
- Medalla “Fernando Alba” por notables contribuciones en Física experimental, otorgada por la UNAM, 2007.
- Premio “Scopus” por su notable trabajo en la publicación de un gran número de artículos en prestigiosas revistas internacionales y un alto número de citas independientes, como científico, 2007.
- Premio “Carbon Science for Innovative Research” por síntesis de nanotubos dopados y aplicaciones, otorgado por la Sociedad Japonesa del Carbon (Japanese Carbon Society), 2008
- Premio Somiya, otorgado por la International Union of Materials Research Societies por su trabajo en materiales de nanoestructurados de carbono, 2009.
- Electo como miembro de la American Association for the Advancement of Science, 2012.[4][6]